# Elecciones a la Asamblea de la Isla Nieves de 2006
Las elecciones a la Asamblea de la Isla Nieves de 2006 tuvieron lugar el 10 de julio del mencionado año con el objetivo de renovar los cinco escaños electos de la Asamblea de la Isla Nieves, que junto a los tres miembros designados ejercerían sus funciones por el período 2006-2011. Se trató de las sextas elecciones que tenían lugar en Nieves desde la independencia de la Federación de San Cristóbal y Nieves en 1983, lo que además había otorgado autonomía a la isla y devenido en la creación de la Asamblea.
Se trató de las cuartas elecciones que debía enfrentar el gobierno del premier Vance Amory, a la cabeza del Movimiento de los Ciudadanos Responsables (CCM) y enfrentando la oposición del Partido Reformista de Nieves (NRP), liderado por Joseph Parry desde 1992. Aunque se anticipaba una competencia reñida desde las elecciones generales de 2004 a nivel federal, se esperaba que el CCM ganara los comicios dándole a Amory un cuarto mandato. Una serie de encuestas publicadas entre junio y julio de 2006 por el periódico local Observer anticiparon amplias victorias para el oficialismo, pronosticando incluso que el partido gobernante retendría los cuatro escaños obtenidos en 2001 y que Parry sería el único opositor en el legislativo.
En contra de estos pronósticos, el NRP logró una estrecha pero sorpresiva victoria con tres escaños, siendo Parry reelecto por abrumador margen en la parroquia de Saint Thomas Lowland y logrando ajustadas victorias en Saint Paul Charlestown, escaño de la capital insular, y en Saint John Figtree. Amory retuvo su escaño en Saint George Gingerland y Jean Harris fue reelecto en Saint James Windward. Los triunfos que garantizaron la victoria del NRP en las dos parroquias que arrebató al CCM fueron de tan solo 28 y 35 votos en total, lo que sumado a los triunfos contundentes de Amory y Harris en sus circunscripciones provocara que el CCM obtuviera una mayor cantidad de votos que el NRP (51,31% contra 48,69%), pero de todas formas insuficiente para retener el gobierno. La participación fue del 67,72% del electorado registrado. Parry sucedió a Amory como Premier al día siguiente de las elecciones, poniendo fin a catorce años de predominio político del CCM.

## Sistema electoral
La Isla Nieves forma parte de la Federación de San Cristóbal y Nieves, la federación más pequeña del mundo y un sistema federal atípico en el que Nieves goza de importante autonomía mientras que el gobierno central se ubica en la más grande isla de San Cristóbal, que no goza de administración local propia. Como una democracia parlamentaria basada en el sistema Westminster, la Administración de la Isla Nieves se compone de una Asamblea local electa y un gabinete encabezado por un Premier responsable ante la misma. La Asamblea se compone de ocho escaños, de los cuales cinco son elegidos directamente por la población por medio de escrutinio mayoritario uninominal. Cada una de las cinco parroquias de Nieves (Saint Paul Charlestown, Saint John Figtree, Saint George Gingerland, Saint James Windward y Saint Thomas Lowland) actúa como circunscripción electoral y elige un miembro de la Asamblea por voto directo a simple mayoría de votos, con un mandato máximo de cinco años. El líder del partido que logre la confianza de tres miembros electos asume como Premier de Nieves, mientras que el líder de la fuerza opositora con más escaños asume como líder de la Oposición. Los otros tres miembros de la Asamblea son designados después de la elección por el Gobernador general de San Cristóbal y Nieves, dos a propuesta del Premier y uno a propuesta del líder de la Oposición.

## Resultados

### Nivel general
|  | 51.31 % |

|  | 48.69 % |

|  | 99.75 % |

|  | 0.25 % |

|  | 100.00 % |

|  | 67.72 % |

### Resultados por circunscripción
|  | 51.36 % |

|  | 48.64 % |

|  | 100.00 % |

|  | 50.76 % |

|  | 49.24 % |

|  | 100.00 % |

|  | 70.26 % |

|  | 29.74 % |

|  | 100.00 % |

|  | 77.31 % |

|  | 22.69 % |

|  | 100.00 % |

|  | 56.47 % |

|  | 43.53 % |

|  | 100.00 % |